# 李宅根
李 宅根（イ・テックン、ハングル：이택근、1980年7月10日 - ）は、大韓民国の釜山広域市出身の元プロ野球選手（外野手）。2008年北京オリンピック 野球 金メダリスト。

## 経歴

### アマチュア時代
慶南商業高校時代から将来性・即戦力ともに評価が高く、高校生捕手としてスカウトから目をつけられていたが、高麗大学校へ進学。1年生時にはオーストラリアで開催されたIBAFインターコンチネンタルカップに出場。
2001年にIBAFワールドカップ（台湾主催）や翌2002年には大学野球世界一を決める世界大学野球選手権大会（イタリア主催）にも代表に選出された。
同年の2次ドラフトで指名され、現代ユニコーンズに入団した。

### 第一次ネクセン時代
1年目からユニコーンズにとって貴重な捕手と外野との控えとして、101試合出場、打率.278など堅実な働きを見せた。2、3年目は試合出場は減ったが、それでも3年目は規定打席未満でありながら、.331の高打率を残す。
入団時のポジションは捕手だったが、チームは絶対的な正捕手の金東洙がいて、レギュラー取りのチャンスを得ることはできなかった。元々、打力と俊足があり、主砲の沈正洙がFAで三星ライオンズに移籍したため、2006年より外野手にコンバート。シーズンはライトに定着し、初めて規定打席に到達した。リーグ2位の.322の打率を記録するとともに、ゴールデングラブ賞を初受賞。
2008年は4月24日起亜戦で7打席連続（4安打・3四球）で出塁しプロ野球最多出塁記録を樹立。ムラが少ない打撃技術を買われて、北京オリンピック野球韓国代表に抜擢された。
代表チームでは外野の控えメンバーとして主に代走として起用される場面が多かったが、初戦の対アメリカ合衆国戦で9回の裏、代走で出場。相手投手の牽制悪送球を誘い、三塁まで進んだ後、李鍾旭の外野フライでサヨナラの得点を挙げた。
2009年の第2回WBC韓国代表にも抜擢された。大会中は、代走や守備固めとしての起用が多くこれといった活躍はなかった。
シーズンは4年連続3割を残し、自身初となる40盗塁以上を記録し、さらなる成長を遂げた。

### LG時代
同年12月、資金難のソウル・ヒーローズは25億ウォンに無名選手の朴永福・姜秉友をつけてもらい、彼をLGツインズへと交換トレードをすることにした。しかしヒーローズのKBOへの加入金をめぐる問題などもあり、一時このトレードの承認は留保されたが、加入金問題の解決もあって同月末移籍が承認された。
2010年は、チームの主力の李大炯が自身と同じセンターであったため、DHで出場する方針となった。シーズン開幕後間もなく腰痛で戦線を離脱。5月25日に復帰し、DHからレフトやファーストで起用されることに。不慣れな守備位置で打率も2割序盤台と攻守とも苦戦。しかし夏場以降は復調し、6年連続3割をマーク。
2011年も故障で苦しみ、出場試合数が減少した。そのためオフにFA(フリーエージェント)を行使し、11月20日に古巣ネクセンヒーローズと契約期間4年の大型契約を結び復帰した。彼の補償選手には尹智雄が選ばれた。

### 第二次ネクセン時代、そしてキウムでの引退
2012年はLG時代から続く故障がシーズン後半に再発し、3年連続で出場試合数が100を下回った。
2013年は4年ぶりに100試合以上に出場し、二塁打31本はリーグ最多と活躍した。
2014年、2015年も主力野手として活躍。
2016年4月12日、同年より新しくネクセンの本拠地となった高尺スカイドームでの韓国プロ野球公式戦初本塁打を記録した。
2017年5月18日、ハンファ・イーグルス戦で鄭ウラムから韓国プロ野球史上初となる代打逆転サヨナラ満塁ホームランを記録した（代打サヨナラ満塁ホームランは史上2人目）。
2015年に当時のチームの後輩だった文ウラムにバットで暴力を振るったことが3年後に暴露され、2018年12月19日、KBOの賞罰委員会でレギュラーシーズンの36試合出場停止の処分（2019年に適用）が課された。さらに文より起訴された。
2019年はこの件もありプロ入り後初めて一軍出場がなかった。同年9月末に暴力事件の判決が出され、裁判所から罰金300万ウォンを宣告された。控訴を断念して刑が確定した。
2020年は開幕エントリーに入ったが、20試合の出場で打率1割9分3厘（57打数11安打）7打点の記録にとどまり、シーズン序盤に得た機会を生かせなかった。結局は6月13日に二軍へ下がりそれ以降は二軍の試合にも出場しなかった。
2020年11月12日、球団より2021年の再契約不可が通知され、2020年で現役を引退した。

### 現役引退後
2024年よりSBSスポーツで野球解説を務める。

## プレースタイル・人物
敵投手の配球と捕手のリードを読んで狙い撃ちをする打撃スタイルである。
現代ユニコーンズ解散のあと、2008年に創設されたウリ・ヒーローズに保有権が継承された。メインスポンサーだったウリタンベの撤退によりヒーローズ球団では主力選手への大幅な年俸削減が続いたが、彼はその被害を受けていない数少ない選手の一人であった。しかし2009年12月、LGツインズへ金銭と無名の2軍選手との引き換えにトレードされた。だが2011年オフ、FA選手となりネクセン・ヒーローズに復帰した。
LG時代の応援歌は尹耀渉と李天雄が継承した。

## 詳細情報

### 年度別打撃成績
| 年 度     | 球 団           | 試 合 | 打 席 | 打 数 | 得 点 | 安 打 | 二 塁 打 | 三 塁 打 | 本 塁 打 | 塁 打 | 打 点 | 盗 塁 | 盗 塁 死 | 犠 打 | 犠 飛 | 四 球 | 敬 遠 | 死 球 | 三 振 | 併 殺 打 | 打 率 | 出 塁 率 | 長 打 率 | O P S |
| --------- | --------------- | ----- | ----- | ----- | ----- | ----- | -------- | -------- | -------- | ----- | ----- | ----- | -------- | ----- | ----- | ----- | ----- | ----- | ----- | -------- | ----- | -------- | -------- | ----- |
| 2003      | 現代            | 101   | 243   | 212   | 26    | 59    | 11       | 0        | 4        | 82    | 17    | 2     | 3        | 6     | 1     | 11    | 0     | 13    | 35    | 3        | .278  | .350     | .387     | .737  |
| 2004      | 現代            | 41    | 64    | 57    | 9     | 12    | 1        | 0        | 2        | 19    | 8     | 0     | 2        | 0     | 0     | 5     | 0     | 2     | 11    | 1        | .211  | .297     | .333     | .630  |
| 2005      | 現代            | 71    | 169   | 139   | 20    | 46    | 9        | 0        | 2        | 61    | 14    | 2     | 1        | 3     | 0     | 19    | 0     | 8     | 22    | 1        | .331  | .440     | .439     | .879  |
| 2006      | 現代            | 118   | 486   | 419   | 58    | 135   | 21       | 2        | 9        | 187   | 66    | 8     | 6        | 9     | 4     | 45    | 1     | 9     | 51    | 6        | .322  | .396     | .446     | .842  |
| 2007      | 現代            | 116   | 495   | 438   | 74    | 137   | 15       | 1        | 11       | 187   | 56    | 6     | 1        | 5     | 2     | 39    | 5     | 11    | 41    | 10       | .313  | .382     | .427     | .809  |
| 2008      | ウリ            | 110   | 428   | 372   | 59    | 118   | 19       | 1        | 12       | 175   | 58    | 18    | 6        | 1     | 3     | 48    | 4     | 4     | 44    | 10       | .317  | .398     | .470     | .868  |
| 2009      | ウリ            | 123   | 538   | 456   | 84    | 142   | 26       | 0        | 15       | 213   | 66    | 43    | 8        | 1     | 4     | 64    | 5     | 13    | 59    | 13       | .311  | .408     | .467     | .875  |
| 2010      | LG              | 91    | 388   | 337   | 66    | 102   | 17       | 1        | 14       | 163   | 50    | 14    | 6        | 6     | 3     | 38    | 3     | 4     | 55    | 10       | .303  | .377     | .484     | .861  |
| 2011      | LG              | 85    | 368   | 317   | 44    | 94    | 17       | 0        | 4        | 123   | 29    | 10    | 6        | 5     | 3     | 40    | 1     | 3     | 45    | 9        | .297  | .377     | .388     | .765  |
| 2012      | ネクセン キウム | 94    | 391   | 345   | 54    | 95    | 20       | 1        | 8        | 141   | 55    | 13    | 8        | 6     | 6     | 31    | 2     | 3     | 30    | 10       | .275  | .335     | .409     | .744  |
| 2013      | ネクセン キウム | 123   | 536   | 477   | 73    | 137   | 31       | 1        | 9        | 197   | 66    | 29    | 8        | 6     | 7     | 39    | 1     | 7     | 58    | 15       | .287  | .345     | .413     | .758  |
| 2014      | ネクセン キウム | 122   | 527   | 441   | 87    | 135   | 32       | 1        | 21       | 232   | 91    | 11    | 8        | 12    | 10    | 51    | 0     | 13    | 43    | 10       | .306  | .386     | .526     | .912  |
| 2015      | ネクセン キウム | 105   | 401   | 347   | 61    | 113   | 16       | 1        | 10       | 161   | 44    | 11    | 6        | 3     | 4     | 44    | 4     | 3     | 53    | 8        | .326  | .402     | .464     | .866  |
| 2016      | ネクセン キウム | 127   | 460   | 398   | 64    | 123   | 19       | 1        | 8        | 168   | 65    | 7     | 4        | 0     | 6     | 53    | 1     | 3     | 56    | 11       | .309  | .389     | .422     | .811  |
| 2017      | ネクセン キウム | 100   | 269   | 241   | 27    | 67    | 15       | 1        | 3        | 93    | 29    | 0     | 0        | 1     | 1     | 25    | 1     | 1     | 58    | 9        | .278  | .347     | .386     | .733  |
| 2018      | ネクセン キウム | 104   | 356   | 308   | 40    | 95    | 25       | 1        | 4        | 134   | 52    | 1     | 0        | 3     | 4     | 32    | 0     | 9     | 44    | 14       | .308  | .385     | .435     | .820  |
| 2020      | ネクセン キウム | 20    | 64    | 57    | 5     | 11    | 5        | 0        | 0        | 16    | 7     | 0     | 0        | 0     | 0     | 7     | 0     | 0     | 21    | 1        | .193  | .281     | .281     | .562  |
| KBO：17年 | KBO：17年       | 1651  | 6183  | 5361  | 851   | 1621  | 299      | 12       | 136      | 2352  | 773   | 175   | 73       | 67    | 58    | 591   | 28    | 106   | 726   | 141      | .302  | .379     | .439     | .818  |

- 太字はリーグ最高

### 背番号
- 42 （2003年 - 2004年）
- 31 （2005年 - 2007年）
- 29 （2008年 - 2020年）

### タイトル
- ゴールデングラブ賞：2回（2006、2009年）